# Крвни подлив омотача м. ректуса
Крвни подлив у омотачу м. ректус абдоминалис трбуха патолошко је накупљање крви које се чешће јавља код жена него код мушкараца. Може бити узрокован или руптуром епигастричне артерије или кидањем мишића. Са старењем становништва и широко распрострањеном употребом антикоагуланса, постоје докази да ово историјски гледано некада доброчудно стање постаје све чешће и озбиљније.
Често се у пракси ово обољење замењује неким од акутних унутартрбушних стања.

## Етиологија
Најчешћи етиолошки фактори који доводе до појаве овог крвног подлив је траума, било да се ради о тупим или отвореним повредама мишићне масе. Ређи узроци могу бити: примена антикоагулантне терапије, различита крвна обољења, инфекције, постоперативна стања, трудноћа и др.
Крвни подлив омотача или овојнице м. ректуса настаје као резултат повреде епигастричне артерије или њених перфорирајућих грана унутар мишића ректуса.  Снабдевање мишића ректуса абдоминис  крвљу потиче из горње и доње епигастричне артерије. Горња епигастрична артерија настаје из унутрашње грудне артерије и путује каудално унутар омотача ректуса до анастомозе са доњом епигастричном артеријом. Доња епигастрична артерија, која потиче од спољашње илијачне артерије, путује дуж задње површине ректусног мишића, где јој недостаје заштита задњег ректусног омотача све док не дође до лучне линије. Лучна линија се налази на трећини удаљености између пупка и пубичне симфизе.

## Патофизиологија
Руптура епигастричне артерије може се десити када дође до директне трауме трбуха или претерано снажне контракције трбушног зида. Настали крвни подлив може се појавити различито у зависности од тога да ли настаје у горњем или доњем делу трбуха. Када је горња епигастрична артерија повређена, настали крвни подлив је типично мањи и брзо се тампонира унутар омотача ректуса. С друге стране, руптура доње епигастричне артерије није тако лако контролисана, због недостатка задње овојнице. Ово омогућава развој већег и генерално клинички значајног крвног подлива.
Крвни подливи омотача ректуса у складу са њиховим патолошким карактеристикама означавају са као:
- крвни подливи тип I, ако је унилатералан и јавља се унутар мишића ректуса,

- крвни подливи тип II, који може бити једнострани или билатерални, унутар ректусног мишића или између мишића и трансверзалне фасције,

- крвни подливи тип III, који се протеже у перитонеум и превезикални простор.

## Клиничка слика
Клиничка слика се карактерише појавом:
- Јаког бола, који се прогресивно појачава и чији карактер варира, али се често описује као акутни бол у почетку, оштар, јак, упоран који се погоршава  са активношћу. Карнетов знак, први пут описан 1920-их, позитиван је ако постоји погоршање бола са флексијом мишића трбушног зида. Ово указује да је порекло бола вероватно трбушни зид, а не унутартрбушни извор.

- Спазма мишића на месту крвног подлива.

- Тумефакт у предњем трбушном зиду, у зависности од интензитета крварења, који се може опипати као  Фотергилов знак - палпабилна абдоминална масу која не прелази средњу линију и остаје опипљива са флексијом трбушног зида, што указује на крвни подклив ректуса.[3]

Остали клинички знаци и симптоми су мање уобичајени, али укључују:
- екхимозу трбушног зида у 17% случајева,
- тахикардију  у 13% случајева,
- хипотензију у 7,9% случајева,
- синкопу у 1,6% случајева.

## Дијагноза
Дијагноза се поставља на основу анамнезе, клиничке слике, објективног прегледа, ултразвука и ЦТ (компјутеризоване томографије).
Приближно 55% пацијената показује смањење нивоа хемоглобина за најмање 0,4  g/dL у односу на почетну вредност.
Пацијент може имати и перитонеалне знаке (у 9,5% случајева) ако се крвни подлив протеже уназад и задире у перитонеум испод лучне линије.
Према широко прихваћеној класификацији хеморагичног шока, пацијенти генерално не манифестују никакве хемодинамске промене повезане са крварењем док се не изгуби најмање 15% до 30% запремине крви. Иако је то свакако могућност у случају крвног подлива омотача ректуса, то је случај код само око 1% до 13% пацијената. Међутим требало би имати у виду да одсуство ових промена, као што су тахикардија, хипотензија или ортостаза, не би требало да умањи сумњу клиничара у дијагнозу.

## Диференцијална дијагноза
Пошто је крвни подлив овојнице ректуса релативно неуобичајен ентитет са широко варијабилном презентацијом, друге етиологије бола у стомаку такође се морају узети у обзир у диференцијалној дијагнози клиничара. У зависности од локације бола код пацијента, разлика може укључивати, између осталог:
- упалу слепог црева,
- дивертикулитис,
- билијарну колику,
- инфекцију уринарног тракта,
- тумор
- трбушну килу (хернију).

## Терапија
Већина крвни подлив у омотачу м. ректус абдоминаиса повлачи се без лечења, али у неким случајевима лечење може потрајати неколико месеци.
Лечење зависи од интензитета крварења или величине крвног подлива. У случајевима мањих крвних подлива могућа је конзервативна терапија уз примену аналгетика и мировање. У случају већих крвних подлива са тенденцијом даљег ширења неопходна је хитна хируршка интервенција са евакуацијом и дренажом накупљене крви у крвном подливу, као и заустављањем активног крварења, најчешће подвезивањем епигастричних крвних судова.
Код пацијената са коагулопатијом, прекид терапије антикоагулансима или, ако је потребно, поништавање коагулопатије је довољан да онемогући крварење и да тампонира крв унутар омотача.
Код пацијената са значајном анемијом или хемодинамском нестабилношћу индикована је трансфузија крвних продуката. Ако, упркос овим мерама, пацијент има упорне доказе крварења, најприкладнија почетна интервенција је ангиоемболизација, за коју се наводи да контролише текуће крварење у готово 100% случајева успешно.  Ретко се дешава да крвни подлив  омотача ректуса захтева хируршку интервенцију. У ствари, лапаротомија би у многим случајевима представљала већи ризик од крварења за пацијента него што је потребно, посебно код пацијената са коагулопатијом.

## Прогноза
Већина пацијената се добро опоравља без компликација јер се хематом реапсорбује за 2 до 3 месеца.  Код оних са индикацијом за терапијску антикоагулацију, пацијенте треба саветовати о ризику од рецидива након наставка терапије.